# Kabulistan
Kabulistan (paštunsko/perzijsko کابلستان‎) je zgodovinsko ime pokrajine s središčem v sedanji afganistanski  provinci Kabul.
V številnih grških in latinskih virih, zlasti v izdajah Ptolemajeve Geografije, se pokrajina  imenuje Kabolitae (grško Καβολῖται). Evropski pisci od 18. do 20. stoletja so  cesarstvo Durani pogosto omenjali kot Kabulsko kraljestvo.